# Grijze salangaan
De grijze salangaan (Aerodramus vanikorensis; voormalige benaming: Collocalia vanikorensis) is een vogel uit de familie Apodidae (gierzwaluwen). Gierzwaluwen van dit geslacht maken gebruik van echolocatie bij het navigeren door donkere grotten.

## Kenmerken
De grijze salangaan is een middelgrote gierzwaluw, met een korte, licht gevorkte staart. De bovenzijde van deze soort is donker grijsbruin en de onderzijde lichter, vooral op de kin en de keel. Gemiddeld is deze gierzwaluw 13 cm lang en een vleugelspanwijdte van 27 cm en de vogel weegt 11 gram. De soort is in het veld heel lastig te onderscheiden van de witstuitsalangaan (A. spodiopygius en de bergsalangaan (A. hirundinaceus).

## Leefwijze
Grijze salanganen foerageren boven tropische laaglandbossen. Deze gierzwaluwen maken nesten met speeksel en mos in grotten, net als andere soorten uit het geslacht Aerodramus. De grijze salangaan is geen bedreigde diersoort.

## Verspreiding
Deze soort komt voor in een groot gebied dat zich uitstrekt van Sulawesi tot Vanuatu. In Australië komt de grijze salangaan als dwaalgast voor. 
De soort telt 12 ondersoorten:
- A. v. aenigma: noordelijk Sulawesi.
- A. v. heinrichi: zuidelijk Sulawesi.
- A. v. moluccarum: de zuidelijke Molukken.
- A. v. waigeuensis: de noordelijke Molukken en Raja Ampat-eilanden.
- A. v. steini: Numfor en Biak.
- A. v. yorki: Nieuw-Guinea, de Aru-eilanden en Japen.
- A. v. tagulae: de D'Entrecasteaux-eilanden, de Louisiaden, de Trobriand-eilanden en Woodlark.
- A. v. coultasi: de Admiraliteitseilanden en de Sint-Matthias-eilanden.
- A. v. pallens: Nieuw-Brittannië, Lavongai, Nieuw-Ierland en Dyaul.
- A. v. lihirensis: de eilanden ten noordoosten van Nieuw-Ierland.
- A. v. lugubris: de Salomonseilanden.
- A. v. vanikorensis: de Santa Cruz-eilanden en Vanuatu.